# Giuseppe Farina
 (novembre 2016).
Si vous disposez d'ouvrages ou d'articles de référence ou si vous connaissez des sites web de qualité traitant du thème abordé ici, merci de compléter l'article en donnant les références utiles à sa vérifiabilité et en les liant à la section « Notes et références ».
Pour les articles homonymes, voir Farina.
Ne doit pas être confondu avec Giuseppe La Farina.
Emilio Giuseppe Farina, surnommé Nino Farina, né le 30 octobre 1906 à Turin et mort le 30 juin 1966 à Aiguebelle en France, est un pilote automobile italien.
En 1950, au volant d'une Alfa Romeo 158, il remporte le 13 mai à Silverstone la toute première course du championnat du monde des conducteurs de Formule 1, et devient en fin de saison le premier pilote à remporter le titre.

## Biographie
Fils d'un carrossier de Turin (avec lequel travaille son oncle Gian-Battista « Pinin » Farina), Giuseppe Farina obtient très tôt un doctorat de droit avant de se passionner dès son plus jeune âge pour l'automobile. En 1925, à l'âge de 19 ans, il fait ses débuts en compétition dans une course de côte, mais son père lui ordonne de se consacrer en priorité à ses études. Devenu docteur en sciences politiques, il n'entame réellement sa carrière de pilote qu'en 1932. Il dispute ses premières compétitions en circuit sur une Alfa privée puis sur une Maserati 4CLT/48, avant d'être intégré en 1936 à la Scuderia Ferrari, qui engage alors les Alfa Romeo d'usine. Farina justifie rapidement la confiance placée en lui en décrochant trois titres consécutifs de champion d'Italie. Il finit aussi sur route troisième du Tour d'Italie 1934 (Lancia Astura), et trois fois deuxième des Mille Miglia, en 1936 et 1937 (Alfa Romeo 8C 2900A), puis en 1940 (Alfa Romeo 6C 2500 SS). En 1936 il se blesse dans un accident où Marcel Lehoux trouve la mort. L'année 1937 le retrouve vainqueur de la Coppa Principesa di Piemonte avec la 12C-36. Sur la scène internationale, les Alfa n'ont par contre pas le niveau sur les circuits automobiles pour lutter contre les Mercedes et autres Auto Union. Farina doit attendre le Grand Prix de Tripoli le 12 mai 1940 pour, en l'absence des voitures allemandes, décrocher son premier grand succès international. Mais il s'agit de l'ultime épreuve internationale, avant que la guerre n'embrase l'Europe. Il dispute aussi des courses de côte, s'imposant par exemple à Pontedecimo-Giovi près de Gênes, sur l'Alfa Romeo 8C 2900BMM en 1938, et il se distingue encore en Sport lors du Grand Prix d'Anvers 1939 (deux victoires, en trois courses).

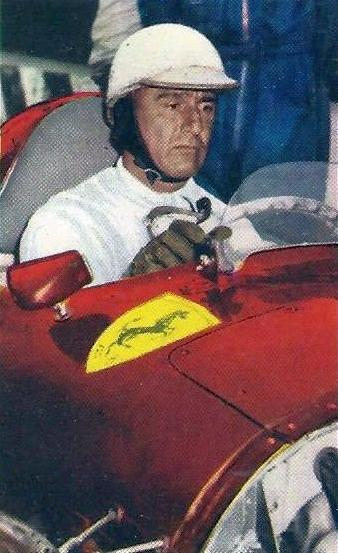
Giuseppe Farina pilote pour Ferrari en 1955, sur Lancia D50.

Les courses reprennent en 1946, et Farina remporte en Suisse le Grand Prix des Nations, première grande épreuve internationale de l'après-guerre. Mais peu de temps après, il se brouille avec Alfa, ce qui l'amène à prendre du recul avec le sport automobile, même s'il pilote épisodiquement pour Maserati et Ferrari (victoire au Circuit de Garde 1948): il remporte ainsi le Grand Prix de Monaco de 1948 au volant d'une Maserati privée. En 1950, le championnat du monde de Formule 1 est créé, et c'est l'occasion pour Farina de renouer ses liens avec Alfa Romeo, dont l'équipe de pilotes a été décimée lors de la saison 1948 et qui avait même mis un terme à son engagement en compétition en 1949. Malgré une année loin des circuits, les Alfa dominent le championnat, qui se résume rapidement à un duel entre Farina (qui s'impose notamment lors du Grand Prix inaugural à Silverstone) et son équipier Juan Manuel Fangio. Le dernier mot revient finalement à l'Italien, peut-être moins brillant que l'Argentin en vitesse pure, mais tout aussi constant en course. En 1951, Farina fait honneur à son titre mondial avec une victoire à Spa, mais commence à accuser le poids des ans face à la nouvelle génération incarnée par Fangio (qui prend sa revanche de 1950 et devient champion du monde) et par Alberto Ascari, le leader de la Scuderia Ferrari. Il ne termine que quatrième du classement mondial, au cours d'une saison également ponctuée par trois victoires hors championnat, une sur Maserati et deux sur Alfa.
Alfa Romeo quittant la compétition à la fin de la saison 1951, Farina trouve refuge chez Ferrari, devenue l'équipe dominatrice. Il termine vice-champion du monde en 1952, mais sans la moindre victoire, loin de son coéquipier Ascari, qui a écrasé la saison. Il renoue avec la victoire en Championnat du monde de Formule 1 1953 sur le Nürburgring et hors championnat au Grand Prix de Rouen-les-Essarts (ainsi que la même année en Championnat du monde des voitures de sport, pour la première édition des 500 kilomètres du Nürburgring, puis toujours en WSC pour un succès supplémentaire aux 24 Heures de Spa, avec Mike Hawthorn), mais il confirme sur l'ensemble de l'année qu'il est cependant sur le déclin. Affaibli par un grave accident survenu en catégorie Sport en 1954 à Monza, il ne fait que des apparitions ponctuelles (toujours chez Ferrari) lors des saisons 1954 (victoires tout de même aux 1 000 kilomètres de Buenos Aires et au Grand Prix d'Agadir en début d'année, après avoir terminé la saison 1953 par une victoire aux 12 Heures de Casablanca avec Piero Scotti fin décembre) et 1955, avant d'abandonner la Formule 1.
Le 30 juin 1966, alors qu'il fait route vers le circuit de Reims-Gueux pour assister au Grand Prix de France, il perd le contrôle de sa Ford Cortina Lotus aux environs du village d'Aiguebelle, en Savoie. S'écrasant contre un arbre, il est tué sur le coup.

## Résultats en compétition automobile

### Résultats en championnat du monde de Formule 1
| Saison | Écurie           | Châssis                            | Moteur                                      | Pneus             | GP disputés | Victoires | Pole positions | Meilleurs tours | Points inscrits | Classement |
| ------ | ---------------- | ---------------------------------- | ------------------------------------------- | ----------------- | ----------- | --------- | -------------- | --------------- | --------------- | ---------- |
| 1950   | Alfa Romeo SpA   | Alfa Romeo 158                     | Alfa Romeo 158 L8 C                         | Pirelli           | 6           | 3         | 2              | 3               | 30              | Champion   |
| 1951   | Alfa Romeo SpA   | Alfa Romeo 159                     | Alfa Romeo 158 L8 C                         | Pirelli           | 7           | 1         | 0              | 2               | 22              | 4e         |
| 1952   | Scuderia Ferrari | Ferrari 500                        | Ferrari 500 L4                              | Pirelli Englebert | 7           | 0         | 2              | 0               | 27              | 2e         |
| 1953   | Scuderia Ferrari | Ferrari 500                        | Ferrari 500 L4                              | Pirelli           | 8           | 1         | 0              | 0               | 32              | 3e         |
| 1954   | Scuderia Ferrari | Ferrari 625 Ferrari 553            | Ferrari 625 L4 Ferrari 554 L4               | Pirelli           | 2           | 0         | 1              | 0               | 6               | 8e         |
| 1955   | Scuderia Ferrari | Ferrari 625 Ferrari 555 Lancia D50 | Ferrari 555 L4 Ferrari 555 L4 Lancia D50 V8 | Englebert         | 3           | 0         | 0              | 0               | 10,33           | 5e         |
| 1956   | Bardahl-Ferrari  | Kurtis Kraft 500D                  | Ferrari 446 L6                              | Firestone         | 0           | 0         | 0              | 0               | 0               | Nc.        |

| 1950 | Alfa Romeo SpA   | Alfa Romeo 158    | Alfa Romeo 158 L8 C | P | GBR 1er‡ | MON Abd | 500     | SUI 1re‡ | BEL 4‡   | FRA 7e  | ITA 1er  |        |         | Champion | 30      |
| 1951 | Alfa Romeo SpA   | Alfa Romeo 159    | Alfa Romeo 158 L8 C | P | SUI 3e   | 500     | BEL 1re | FRA 5e   | GBR Abd‡ | RFA Abd | ITA 3e*‡ | ESP 3e |         | 4e       | 19 (22) |
| 1952 | Scuderia Ferrari | Ferrari 500       | Ferrari 500 L4      | P | SUI Abd  | 500     | BEL 2e  | FRA 2e   | GBR 6e   |         | P-B 2e   | ITA 4e |         | 2e       | 24 (27) |
| 1952 | Scuderia Ferrari | Ferrari 500       | Ferrari 500 L4      | E |          |         |         |          |          | RFA 2e  |          |        |         | 2e       | 24 (27) |
| 1953 | Scuderia Ferrari | Ferrari 500       | Ferrari 500 L4      | P | ARG Abd  | 500     | P-B 2e  | BEL Abd  | FRA 5e   | GBR 3e  | RFA 1er  | SUI 2e | ITA 2e  | 3e       | 26 (32) |
| 1954 | Scuderia Ferrari | Ferrari 625       | Ferrari 625 L4      | P | ARG 2e   | 500     |         | FRA      | GBR      | RFA     | SUI      | ITA    | ESP Abd | 8e       | 6       |
| 1954 | Scuderia Ferrari | Ferrari 553       | Ferrari 554 L4      | P |          |         | BEL Abd |          |          |         |          |        |         | 8e       | 6       |
| 1955 | Scuderia Ferrari | Ferrari 625       | Ferrari 555 L4      | E | ARG 2e*  | MON 4e  |         |          |          |         |          |        |         | 5e       | 10,33   |
| 1955 | Scuderia Ferrari | Ferrari 555       | Ferrari 555 L4      | E |          |         | 500     | BEL 3e   |          |         |          |        |         | 5e       | 10,33   |
| 1955 | Scuderia Ferrari | Lancia D50        | Lancia D50 V8       | E |          |         |         |          | P-B      | GBR     | ITA Np   |        |         | 5e       | 10,33   |
| 1956 | Bardahl-Ferrari  | Kurtis Kraft 500D | Ferrari 446 L6      | F | ARG      | MON     | 500 Nq  | BEL      | FRA      | GBR     | RFA      | ITA    |         | Nc       | 0       |
| Légende |                  |                   |                     |   |          |         |         |          |          |         |          |        |         |          |         |
| Légende : ici |                  |                   |                     |   |          |         |         |          |          |         |          |        |         |          |         |
| - Voiture partagée : - Grand Prix d'Italie 1951 : voiture no 40 partagée avec Felice Bonetto : 29 tours. Farina cours 50 tours. - Grand Prix d'Argentine 1955 : - Voiture no 12 partagée avec José Froilán González : 60 tours et Maurice Trintignant : 16 tours. Farina cours 20 tours. - Voiture no 10 partagée avec Umberto Maglioli : 22 tours et Maurice Trintignant : 22 tours. Farina cours 50 tours. - Note : classé second sur la voiture no 12 et troisième sur la voiture no 10, Farina reçoit un tiers des points comptant pour la deuxième place et un tiers des points comptant pour la troisième place. - ‡ Point du meilleur tour en course. |                  |                   |                     |   |          |         |         |          |          |         |          |        |         |          |         |

### Victoires en Championnat du monde de Formule 1
| no | Année | Manche | Grand Prix      | Circuit           | Départ | Écurie           | Châssis        | Résumé |
| -- | ----- | ------ | --------------- | ----------------- | ------ | ---------------- | -------------- | ------ |
| 1  | 1950  | 01/07  | Grande-Bretagne | Silverstone       | 1er    | Alfa Romeo       | Alfa Romeo 158 | Résumé |
| 2  | 1950  | 04/07  | Suisse          | Bremgarten        | 5e     | Alfa Romeo       | Alfa Romeo 158 | Résumé |
| 3  | 1950  | 07/07  | Italie          | Monza             | 3e     | Alfa Romeo       | Alfa Romeo 158 | Résumé |
| 4  | 1951  | 03/08  | Belgique        | Spa-Francorchamps | 2e     | Alfa Romeo       | Alfa Romeo 159 | Résumé |
| 5  | 1953  | 07/09  | Allemagne       | Nürburgring       | 3e     | Scuderia Ferrari | Ferrari 500    | Résumé |

### Autres victoires en Formule 1
| no | Année | Épreuve                         | Circuit           | Départ | Écurie     | Châssis     |
| -- | ----- | ------------------------------- | ----------------- | ------ | ---------- | ----------- |
| 1  | 1948  | Grand Prix des Nations          | Genève            | 1er    | Maserati   | 4CLT/48     |
| 2  | 1948  | Grand Prix de Monaco            | Monaco            | 1er    | Maserati   | 4CLT/48     |
| 3  | 1948  | Circuit de Garde                | Salò              | 1er    | Ferrari    | Ferrari 125 |
| 4  | 1949  | Grand Prix de Lausanne          | Lausanne          | 1er    | Maserati   | 4CLT/48     |
| 5  | 1950  | Grand Prix de Bari              | Bari              | -      | Alfa Romeo | 158         |
| 6  | 1950  | International Trophy            | Silverstone       | 1er    | Alfa Romeo | 158         |
| 7  | 1951  | Grand Prix de Paris             | Bois de Boulogne  | 2e     | Maserati   | 4CLT/48     |
| 8  | 1951  | Ulster Trophy                   | Dundrod           | 1er    | Alfa Romeo | 159         |
| 9  | 1951  | Goodwood Trophy                 | Goodwood          | 1er    | Alfa Romeo | 159         |
| 10 | 1953  | Grand Prix de Rouen-les-Essarts | Rouen-les-Essarts | 1er    | Ferrari    | 500/625     |
| 11 | 1954  | Grand Prix de Syracuse          | Syracuse          | 3e     | Ferrari    | 625         |

### Victoires en championnat du monde de voitures de sport
| # | Année | Épreuve                          | Manche | Écurie           | Voiture        | Coéquipier       |
| - | ----- | -------------------------------- | ------ | ---------------- | -------------- | ---------------- |
| 1 | 1953  | 24 Heures de Spa                 | 04/07  | Scuderia Ferrari | Ferrari 375 MM | Mike Hawthorn    |
| 2 | 1953  | 1 000 kilomètres du Nürburgring  | 05/07  | Scuderia Ferrari | Ferrari 375 MM | Alberto Ascari   |
| 3 | 1954  | 1 000 kilomètres de Buenos Aires | 01/06  | Scuderia Ferrari | Ferrari 375 MM | Umberto Maglioli |

### Résultats aux 24 heures du Mans
| Année | Écurie           | Châssis        | Coéquipier    | Résultat                                                 |
| ----- | ---------------- | -------------- | ------------- | -------------------------------------------------------- |
| 1953  | Scuderia Ferrari | Ferrari 340 MM | Mike Hawthorn | Abandon au cours de la deuxième heure (mise hors course) |